# سنفورد (آلاباما)
سنفورد (به انگلیسی: Sanford) شهری در شهرستان کاوینگتون ایالت آلاباما است که مساحت آن ۱۰٫۹۳ کیلومتر مربع است و در سرشماری سال ۲۰۱۰ میلادی، ۲۴۱ نفر جمعیت داشته و تراکم جمعیتی آن، ۲۲٫۰۵ نفر در هر کیلومتر مربع بوده است.